# خطائي (نخجوان)
خطائي أو خاتاي (بالأذرية: Xətai) هي بلدية وقرية في مقاطعة شرور في نخجوان، أذربيجان. تقع على بعد 14 كم من مركز المقاطعة. يمتهن سكانها الزراعة وتربية الماشية. توجد في القرية مدرسة ثانوية ومكتبة ومركز طبي، ويبلغ عدد سكانها 376 نسمة.

## التسمية
في ثلاثينيات القرن العشرين، تم إنشاء المستوطنة بالقرب من سوفخوز سوفيتي فسميت سوفخوز (بالأذرية: Sovxoz) في الذكرى السنوية العاشرة لجمهورية نخجوان السوفييتية ذاتية الحكم.
وفي عام 1991، أي بعد تفكك الاتحاد، تم تسميتها باسم خطائي (خاتاي) تكريمًا لمؤسس الدولة الصفوية، الشاه إسماعيل خطائي.